# Microsoft Active Accessibility
Microsoft Active Accessibility (англ. буквально «Активная доступность от Microsoft», где accessibility обозначает доступность для людей с ограниченными возможностями здоровья, и название соотв. раздела в меню операционных систем обычно переводится как «Специальные возможности»)— компоненты операционной системы Microsoft Windows на основе технологии COM, предоставляющие программный доступ к средствам облегчения работы на компьютере для людей с проблемами со здоровьем (англ. assistive technologies «ассистивные технологии», рус. технические средства реабилитации инвалидов).

## История
MSAA был первоначально сделан в апреле 1997 года в форме Re-Distributable Kit (RDK), которая включала обновление компонентов операционной системы для Microsoft Windows 95. MSAA была встроена во все версии платформы Windows, и получила периодическое обновление и исправлений с течением времени.
Программная экспозиция доступа приложений на базе Windows, традиционно была предоставлена через MSAA. Однако новые приложения в настоящее время используют Microsoft UI Automation (UIA) которая была введена c Windows Vista и .NET Framework 3.0.

## История версий
Следующие версии Active Accessibility были выпущены:
| Версия | Описание |
| ------ | --- |
| 1.0    | Оригинальное дополнение выпуск для Windows 95. RDK поддерживалось только в английской версии операционной системы. (1997) |
| 1.1    | Включено в Windows 98. |
| 1.2.x  | Первая редакция MSAA, была представлена на английских и международных версиях Windows. (1998) |
| 1.3.x  | Дополнительно добавлена поддержка большего количества языков. Представленный спутниковый DLL (oleaccrc.dll) за свои международные библиотеки ресурсов текста. Позже компоненты системы были интегрированы в Windows NT 4.0 [Service Pack 6] и выше, Windows 98, Windows 2000 и Windows Me. (1999)                                 |
| 2.0    | В первый серьёзный выпуск MSAA, добавили поддержку динамических заметок и MSAA Text. Эта версия была интегрирована в Windows XP. Незначительные изменения были внесены в рамках MSAA в последующих версиях Windows. Версии 2.0 RDK была предоставлена для старых платформ (Windows 95, 98, 2000, Me, NT) в 2003 году. (2000-2008) |
| 3.0    | Framework стал частью Windows Automation API 3.0, который был интегрирован доступ для платформы Windows API установленной в MSAA и UI Automation (МСА). Windows Automation API включен в Windows 7 и доступен для Windows Vista и XP (2009)                                                                                       |

## Мотивация и цели
Мотивирующим фактором развития MSAA заключалась в предоставлении доступа и бесшовный коммуникационный механизм между основной операционной системы и приложений вспомогательных технологических продуктов.
Программной целью MSAA является предоставление Windows, управлять основной информацией такой как имя, расположение на экране, или тип управления и формулирование информации, таких как видимость, включение или выбор.

## Технический обзор
MSAA основана на Component Object Model (COM). COM определяет механизм для приложений и операционных систем для связи.
На рисунке 1 показана архитектура верхнего уровня MSAA.
Приложения (например, текстовый процессор), называются серверами в MSAA потому что они обеспечивают либо обслуживают, информацию об их пользовательских интерфейсах (UI). Доступность инструментов (например, средства чтения с экрана), называются клиентами в MSAA, потому что они потребляют и взаимодействуют с UI информацией из приложения.
Система компонента MSAA framework, Oleacc.dll способствует коммуникациям между доступными средствами (клиентов) и приложений (сервера). Код границы указывает на программную границу между приложениями, которые предоставляет UI доступ к информации и доступными средствами, которые взаимодействуют с UI от имени пользователей. Граница может быть также процессом рубежа, когда MSAA клиента имеет собственный процесс.
Пользовательский интерфейс представлен в виде иерархии доступных объектов; изменения и действия представлены в виде WinEvents.

## Роли, имена, значения, состояния
MSAA передает информацию, посылая небольшие куски информации об элементах программы вспомогательным объектом техники (АТ). Четыре критических фрагмента информации, на которую опирается AT, чтобы помочь пользователям взаимодействовать с приложениями являются ролью элемента, имя, значение и состояние:
- Роль: Передает пользователям через AT, тип объекта управления, такие как кнопки или стол.
- Имя: Обеспечивает метку для элементов, таких как кнопку Далее, которая перемещает пользователей к следующей странице либо Имя для поле ввода.
- Значение: Содержит значение указанного предмета, например, значение ползунка либо информацию в редактируемом текстовом поле.
- Состояния: Определяет текущее состояние управления, например, проверяется на флажки.

Microsoft предоставляет полный список элементов управления и их функции.

### Роль
Роль информации в зависимости от типа интерфейса управления, с которыми разработчик хочет взаимодействовать. Например, если разработчик осуществляет кнопку, клики, разработчик выбирает Кнопку как Роль в реализации. В следующей таблице показан пример списка MSAA Ролей и их соответствующие описания.
| Роль                    | Описание |
| ----------------------- | --- |
| ROLE_SYSTEM_APPLICATION | Указывает представление объектом основного окна приложения. |
| ROLE_SYSTEM_BUTTONMENU  | Указывает представление объектом кнопки, раскрывающей меню. |
| ROLE_SYSTEM_CARET       | Указывает представление объектом системного текстового курсора. |
| ROLE_SYSTEM_DIALOG      | Указывает представление объектом диалогового поля или поля сообщений. |
| ROLE_SYSTEM_DOCUMENT    | Указывает представление объектом окна документа. |
| ROLE_SYSTEM_GRAPHIC     | Указывает представление объектом изображения. |
| ROLE_SYSTEM_LIST        | Указывает представление объектом поля списка, где пользователь может выбрать один или более элементов.                                                                        |
| ROLE_SYSTEM_MENUBAR     | Указывает представление объектом строки меню, обычно следующей за (под) строкой заголовка окна, в котором пользователь может выбирать меню.                                   |
| ROLE_SYSTEM_PROGRESSBAR | Указывает представление объектом индикатора выполнения, динамически отображающего процентное отношение выполнения текущей операции.                                           |
| ROLE_SYSTEM_PUSHBUTTON  | Указывает представление объектом элемента управления нажимной кнопки. |
| ROLE_SYSTEM_RADIOBUTTON | Указывает представление объектом кнопки выбора (также называемой переключателем).                                                                                             |
| ROLE_SYSTEM_SCROLLBAR   | Указывает представление объектом вертикальной или горизонтальной полосы прокрутки, которая может являться элементом области клиента или использоваться в элементе управления. |
| ROLE_SYSTEM_TITLEBAR    | Указывает представление объектом строки заголовка или подписи для окна. |
| ROLE_SYSTEM_TOOLBAR     | Указывает представление объектом панели инструментов, являющейся группой элементов управления, обеспечивающих быстрый доступ к часто используемым функциям.                   |
| ROLE_SYSTEM_WINDOW      | Указывает представление объектом рамки окна, обычно содержащей такие нижестоящие элементы, как строка заголовка, клиент и другие типичные объекты окна.                       |

### Имя
Имена элементов в приложение включены в код разработчика. Многие объекты, такие как значки, меню, флажки, поля со списком, и другие элементы этикетки, которые отображаются для пользователей. Любой ярлык, который отображается для пользователей на управление (напр.-кнопка) используется по умолчанию для имени объекта недвижимости. Убедитесь, что Имя объекта имеет смысла для пользователя и описывает контроля надлежащим образом. Свойство Name не должны включать в себя контроль за роль или тип информации, как, например, кнопку или списка, или это будет конфликт с текстом из роли собственности (полученных от GetRoleText функция MSAA API).

### Значение
Значение используется, когда разработчик хочет, чтобы возвратить информацию от объектов в виде строки. Значение может быть возвращена для объектов, где процент, целые числа, текстовой или визуальной информации, содержащейся в объекте. Например, значение имущества вернулся из прокрутки и след скользить доступные объекты могут указывать проценты в строки.
Не все объекты имеют Значение, возложенные на них.

### Состояние
Состояние имущества описывает объект в состояние на момент времени. Microsoft Active Accessibility обеспечивает состояние объекта константы, определенных в oleacc.h, объединенных для идентификации состояния объекта. Если предопределенные значения состояния возвращаются, клиенты используют GetStateText для получения локализованных строк, описывающая состояние. Все объекты поддержки Состояние собственности.

## Доступность
MSAA первоначально была доступна в качестве дополнения к Windows 95. Она была интегрирована для всех последующих версий Windows, вплоть и включается в Windows 7.